# La señora presidenta
La señora presidenta (Et ta sœur? en su versión original) es una obra de teatro de los dramaturgos franceses Jean-Jacques Bricaire y Maurice Lasaygues, estrenada en 1981.

## Argumento
Comedia de enredo, centrada en los personajes de Martin y Martine, una pareja de hermanos gemelos con caracteres opuestos: Ella es seria y responsable, él es frívolo e insustancial. Las circunstancias hacen que Martin deba disfrazarse de su hermana, provocando innumerables equívocos y situaciones surrealistas.

## Estreno
Estrenada en el Théâtre Daunou de París, en 1981, con el actor Jean-Jacques interpretando los dos personajes principales.

## Versión en castellano
Fue adaptada al español por Juan José Arteche. La pieza se estrenó en el Teatro Infanta Isabel de Madrid el 9 de septiembre de 1982, bajo dirección de Ángel Fernández Montesinos, escenografía de Emilio Burgos e interpretación de Manolo Gómez Bur, África Pratt, Jesús Enguita, Adriana Ozores, Emiliano Redondo y María Saavedra.
Se estrenó en Barcelona un año después, en esta ocasión siendo los intérpretes Paco Morán, Francisco Piquer, Antonio Sarra, Ana María Mauri, Angels Gonyalons, Concha Valero y Leonoro Tomás.
En México fue estrenado en el Teatro Aldama en junio de 1991, interpretada por Gonzalo Vega, Norma Lazareno, Juan Peláez, Liliana Weimer, María Alicia Delgado y Rodolfo Rodríguez, y dirigida por Carlos Téllez. En el año 2017, se decide hacer una nueva versión del montaje, ahora protagonizado por Héctor Suárez, con las actuaciones de Anna Ciocchetti, Eduardo España, Ana La Salvia, Michelle Vieth y Ricardo Fastlicht, dirigida por Héctor Suárez Gomís, bajo la producción de Alejandro Gou.